# マーダーボール
『マーダーボール』（Murderball）は、2005年にアメリカで制作されたヘンリー＝アレックス・ルビン監督のドキュメンタリー映画。車いすラグビーに賭ける人々を描く。